# Ditzingen

Ditzingen este un oraș din Germania, situat în statul Baden-Württemberg, regiunea Stuttgart, districtul Ludwigsburg.
1. ↑   http://www.statistik.baden-wuerttemberg.de/BevoelkGebiet/Bevoelkerung/01515020.tab?R=GS118011 Lipsește sau este vid: |title= (ajutor)